# Калин Янакиев
Калин Тодоров Янакиев е български философ, богослов, културолог и политик. Професор, преподавател във Философския факултет на Софийския университет „Св. Климент Охридски“ по средновековна култура и християнска философия, а също и във Философско-историческия факултет на Пловдивския университет, както и в НАТФИЗ .
Калин Янакиев е главен редактор на списание „Християнство и култура“, издавано от Фондация „Комунитас“ (Червената къща) .

## Биография

### Академична кариера
Калин Янакиев завършва философия в Софийския университет през 1983 г. Докторската му дисертация (1985) е на тема „Етиката на ранното християнство“ (критичен анализ на схващанията за греховността и вината) . Старши научен сътрудник II степен към БАН (1985). Доцент (1992) по философия с монографията Философско-религиозни размишления и професор по философия (2006) с Три екзистенциално-философски студии. Злото. Страданието. Възкресението .
Специализира на тема Политическата философия на европейското Средновековие в Свободния университет в Берлин, Германия.
Член на Международното общество за изследвания на средновековната философия (SIEPM).

### Политически ангажименти
Член на националното ръководство на ДСБ (2007 – 2013). Кандидат за народен представител от листата на ДСБ-БДФ (Български демократически форум) в Ловеч на парламентарни избори 2013 . Определя се като религиозен консерватор .

## Философски възгледи
Основните му интереси са в областта на християнската философия и богословие, средновековната култура и др. Калин Янакиев често обговаря темата за отношението религия-атеизъм при различни дискусии, интервюта и т.н.

## Обществени дебати
Застъпва се за въвеждане на вероучение в училищата . Изказва се срещу „реабилитирането“ на комунистическия режим чрез ревизиране на паметта за Людмила Живкова и се изказва против правенето на конференции и събития в нейна чест, казвайки че например „отварянето към Запада и света“ при Живкова не се е отразявало на отказа до достъп до определен тип литература, която е била недостъпна за четене от интелектуалците .
Участва активно в разрешаването на проблеми с Руската църква в София, като отстоява правото на вярващите да я посещават, както и се застъпва за дискутирането на други проблеми свързани със странни (според него) инициативи на ръководството на Руската църква „Св. Николай“ в София .